# Високий суд Намібії
Високий суд Намібії — суд апеляційної інстанції по кримінальних і цивільних справах у Намібії, також в якості першої судової інстанції розглядає конституційні питання.
У судовій ієрархії займає друге місце після Верховного суду. Розташовується в столиці Намібії Віндхуку.
Повноваження Високого суду закріплені в статті 80 Конституції Намібії.

## Завдання
Високий суд займається розглядом апеляцій на рішення нижчих судів за всіма цивільними і кримінальними справами у країні. Він також служить в якості суду по трудових спорах і здійснює розгляд справ, пов'язаних з торговельним мореплавством (адміралтейський суд).
В якості суду першої інстанції має право перевіряти конституційність різних правових актів і вирішувати інші конституційні питання. При цьому, якщо справа має високу суспільну важливість, то Високий суд може відразу передати його для вирішення у Верховний суд без розгляду.
Всі рішення Високого суду можуть бути оскаржені у Верховному суді.

## Судді
Високий суд складається з Судді-Президента і десяти суддів, які призначаються Президентом Намібії за пропозицією Комісії з питань правосуддя. До складу даної комісії за посадою входять головний суддя і судді Верховного суду, Генеральний прокурор, а також два представника від професійних спільнот адвокатів і юристів Намібії.
Суддя-Президент, будучи першим серед рівних (має статус primus inter pares — перший серед рівних), організує і контролює роботу суду і, як суддя, не має більше повноважень, ніж інші судді.
В даний момент головою Високого суду Намібії є Петрус Дамазеб.
- Офіційний сайт(англ.)
- Закон Про Високому суді Намібії(англ.)